# Thenus orientalis
Thenus orientalis е вид десетоного от семейство Scyllaridae. Видът не е застрашен от изчезване.

## Разпространение и местообитание
Разпространен е в Бахрейн, Виетнам, Джибути, Етиопия, Йемен, Индия, Индонезия, Иран, Камбоджа, Катар, Кения, Китай (Гуандун, Джъдзян, Фудзиен и Хайнан), Коморски острови, Кувейт, Мадагаскар, Макао, Малайзия, Малдиви, Мианмар, Мозамбик, Обединени арабски емирства, Оман, Пакистан, Провинции в КНР, Саудитска Арабия, Сейшели, Сингапур, Сомалия, Тайван, Тайланд, Танзания, Филипини, Хонконг, Шри Ланка, Южна Африка и Япония.
Обитава крайбрежията и пясъчните дъна на океани, морета и заливи. Среща се на дълбочина от 12 до 261 m, при температура на водата от 14,4 до 28,4 °C и соленост 32,3 – 35,4 ‰.